# NGC 2902
NGC 2902 (другие обозначения — MCG −2-24-30, PGC 27004) — линзообразная галактика (S0) в созвездии Гидры. Открыта Уильямом Гершелем в 1785 году.

## Характеристики
Эта галактика — типичная линзовидная галактика, которая обладает выраженной линзой. Внутри линзы у галактики присутствует слабовыраженный бар, который становится заметным только при декомпозиции галактики на её составляющие.
Галактика NGC 2902 входит в состав группы галактик NGC 2902. Помимо NGC 2902 в группу также входят PGC -2-24-23 и PGC -2-24-27.

## История открытия
Этот объект входит в число перечисленных в оригинальной редакции «Нового общего каталога». Иногда ошибочно считается, что несуществующий или потерянный объект IC 543, «открытый» в 1887 году — это NGC 2902, из-за того, что координаты IC 543 относительно близки к NGC 2902, однако первооткрыватель IC 543 — Гийом Бигурдан — отдельно наблюдал NGC 2902 и указывал об этом. С учётом того, что Бигурдан в ту же ночь «открыл» ещё два объекта, которые в дальнейшем не были подтверждены, скорее всего, тогда были плохие условия наблюдения.